# Beginish
Beginish (iriska: Beiginis) är en ö i republiken Irland.   Den ligger i grevskapet Ciarraí och provinsen Munster, i den sydvästra delen av landet, 300 km väster om huvudstaden Dublin. Arean är 0,21 kvadratkilometer.
Terrängen på Beginish är platt. Öns högsta punkt är 12 meter över havet. Den sträcker sig 0,6 kilometer i nord-sydlig riktning, och 0,6 kilometer i öst-västlig riktning.